# Phra Pathom Chedi

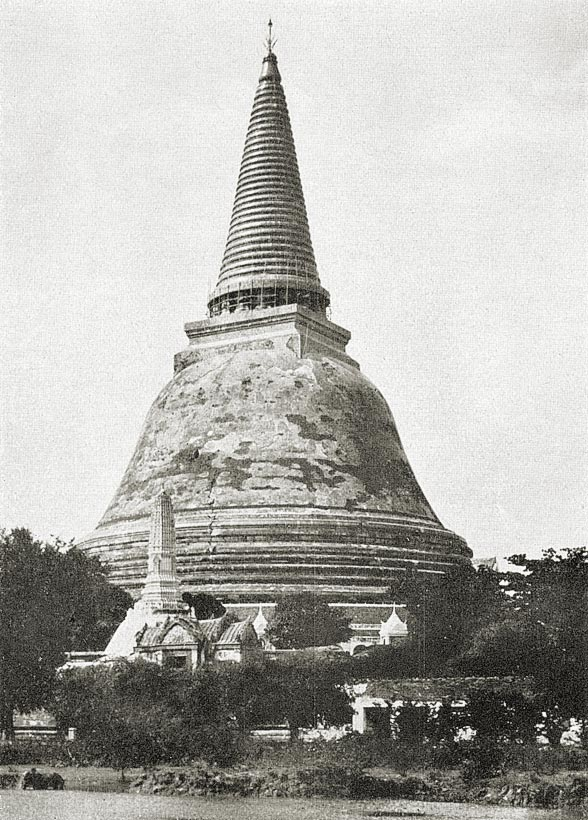
Imagen de Phra Pathom Chedi en 1925.

Phra Pathom Chedi (en Tailandés: พระปฐมเจดีย์) es una pagoda estupa, la más alta del mundo con 127 metros de altura, que se encuentra en Tailandia, en la ciudad de Nakhon Pathom.
Los escritos la mencionan por vez primera alrededor del año 675, aunque los arqueólogos han encontrado datos de una primera estupa del siglo IV. En el siglo XI fue reconstruida en estilo jemer. Las ruinas fueron visitadas en multitud de ocasiones por el rey Mongkut durante el tiempo que pasó como monje y después de su coronación ordenó realizar una construcción nueva y más magnífica. La obra fue concluida 17 años más tarde, en 1870.